# Werner Griese
Werner Griese (* 9. Mai 1948 in Erfurt) ist ein deutscher Politiker (SPD) und thüringischer Landtagsabgeordneter.

## Leben und Beruf
Griese schloss die Schulausbildung 1966 mit dem Abitur ab und wurde Facharbeiter für Fernmeldetechnik. Von 1968 bis 1973 absolvierte er ein Fernstudium der Ökonomie und Datenverarbeitung. Währenddessen arbeitete er bis 1979 als EDV-Projektant im Datenverarbeitungszentrum Erfurt und anschließend im Wohnungsbaukombinat Erfurt. 1990 wurde er Amtsleiter für Magistratsvertretungsangelegenheiten beim Magistrat der Stadt Erfurt.

## Politik
Im Jahr 1990 wurde Griese Mitglied des Ersten Thüringer Landtags. 1995/96 arbeitete er dort als persönlicher Referent des SPD-Fraktionsvorsitzenden. Am 1. Mai 1996 trat er die Mandatsnachfolge für den Abgeordneten Dr. Peter Gundermann an. Griese war Stadtratsmitglied in Erfurt und stellvertretender Landesvorsitzender der Arbeiterwohlfahrt Thüringen sowie der Arbeitsgemeinschaft für Arbeit (AfA) der SPD. Seit 2004 ist er ehrenamtlicher Vorsitzender des AWO Landesverbandes Thüringen.